# Weißt du eigentlich, wie lieb ich dich hab? (Buch)
Weißt du eigentlich, wie lieb ich dich hab? (englischer Originaltitel Guess How Much I Love You) ist ein Bilderbuch des irischen Autors Sam McBratney, das 1994 mit Illustrationen von Anita Jeram beim Verlag Walker Books veröffentlicht wurde. Die deutsche Erstausgabe in einer Übersetzung von Rolf Inhauser erschien ebenfalls 1994 beim Sauerländer Verlag. Das Buch wurde in 57 Sprachen übersetzt und mehr als 43 Millionen Mal verkauft (Stand 2019).

## Inhalt
Als der kleine Hase zu Bett gehen sollte, hält er sich an den langen Ohren des großen Hasen fest und stellt sicher, dass dieser ihm zuhört. Denn er möchte von ihm wissen, ob er errät, wie sehr er ihn liebhat. Als der große Hase meint, das könne er nicht, zeigt ihm der kleine Hase auf unterschiedlichste Weise, wie groß seine Liebe sei: Wie die Spanne seiner gespreizten Hände, so hoch wie vom Boden zu seinen ausgestreckten Händen, so hoch wie er springen könne oder so weit wie den ganzen Weg zum Fluss hinunter. Doch der große Hase findet stets eine passende Antwort, mit der er dem kleinen Hasen zeigt, dass er ihn noch viel mehr liebhat. Als der kleine Hase bereits sehr müde ist, schaut er in die dunkle Nacht hinaus und meint schließlich in seinem Nestchen, dass er den großen Hasen so lieb hat wie die ganze Strecke zum Mond. Der große Hase deckt den kleinen Hasen zu und als dieser bereits schläft, flüstert er ihm zu: „Bis zum Mond und wieder zurück haben wir uns lieb“.

## Rezeption
Neal Hoskins schreibt in seiner Buchrezension: „Dieses liebevolle Bilderbuch ist für Millionen von Familien zu einem Klassiker unter den Gutenachtgeschichten geworden und stand auch auf der Auswahlliste für den angesehenen Kurt-Maschler-Preis. Die warmherzige, schlichte Erzählung vom Ausmaß der Liebe zwischen Mutter Hase und ihrem Kind hat Sam McBratney in bewegende Dialoge gefasst. Die realistischen, aquarellierten Tusche-Zeichnungen von Anita Jeram bewegen den Leser im wahrsten Sinne des Wortes: Sie lenken den Blick über die gesamte Seite, von oben nach unten. Die gefühlvollen Illustrationen und der berührende Text geleiten den Leser gemächlich durchs Buch, mit beruhigender Wirkung.“

## Besonderheit
Aus dem Text geht nicht hervor, ob es sich beim großen Hasen um einen weiblichen oder um einen männlichen Hasen handelt. Während die Buchrezension von Neal Hoskins von einer Hasenmutter ausgeht, spricht das Horn Book Magazine in seiner Buchbesprechung von einem Hasenvater.

## Auszeichnungen
Das Buch wurde 1996 von der American Library Association in die Liste der bedeutenden Kinderbücher gewählt.

## Referenzen
Weißt du eigentlich, wie lieb ich dich hab? ist in dem literarischen Nachschlagewerk 1001 Kinder- und Jugendbücher – Lies uns, bevor Du erwachsen bist! für die Altersstufe 3+ Jahre enthalten.

## Adaptionen
Von 2012 bis 2014 wurden die Geschichten rund um den kleinen und den großen Hasen als TV-Animationsserie Weißt du eigentlich, wie lieb ich dich hab? verfilmt, deren deutschsprachige Ausstrahlung im Jahr 2014 auf KiKa erfolgte.

## Ausgaben
- Guess How Much I Love You. Walker Books, London 1994 (englisch).
- Weißt du eigentlich, wie lieb ich dich hab? Sauerländer, Mannheim 1994.